# Смольянинов, Денис Юрьевич
Денис Юрьевич Смольянинов (род. 10 июня 1980, Москва) — российский футболист, вратарь, игрок в пляжный футбол, судья.

## Биография
Воспитанник СДЮШОР «Динамо» Москва. В 1997 году за «Химки» в третьей лиге сыграл одну игру, пропустил три мяча. В 1998 году во втором дивизионе провёл ещё одну игру. С 1999 года был в составе «Торпедо-ЗИЛ», во второй половине 2001 года сыграл два матча во втором дивизионе за «Торпедо» Павлово — за 100 минут не пропустил ни одного гола. В 2002 году был в составе команды «Химки-2» в КФК. В 2003 году за «Космос» Электросталь из второго дивизиона в четырёх играх пропустил пять мячей. Затем играл за клубы ЛФЛ «Торпедо-ЗиЛ» (2003), «Троицк-2001» (2004), «Истра» (2005—2007), «Фортуна» Мытищи (2008—2009), «Долгие Пруды» (2010). В мае 2004 года провёл 2,5 матча в чемпионате Казахстана за «Восток» Усь-Каменогорск, пропустил семь мячей.
Бронзовый призёр чемпионата России по пляжному футболу 2006 года в составе клуба «Сити МФТИ».
Судья любительских соревнований по футболу, турниров по пляжному футболу, мини-футболу.